# Rittmeister Wronski
Pour plus de détails, voir Fiche technique et Distribution.
Rittmeister Wronski (titre français : Espion Wronski) est un film d'espionnage allemand réalisé par Ulrich Erfurth sorti en 1954.
Le film est l'adaptation du livre Sosnowski, l'espion de Berlin de Michael Soltikow (de) sur l'affaire Jerzy Sosnowski (de).

## Synopsis
Peu de temps après 1933, l'espion polonais Igor Wronski doit quitter le service après un duel et des traites non tenues. Grâce aux relations de sa sœur Jadwiga, Wronski entre en contact avec le colonel Maty à Varsovie. Il postule auprès de Berlin et est engagé. À Berlin, Wronski, par son charme avec les femmes, parvient aux plus hautes sphères du ministère de la Défense. La jeune Liane est secrétaire au ministère de la Guerre et la maîtresse de Wronski. Elle lui donne de nombreux courriers internes. Cependant la personne la plus importante est Leonore von Cronberg, nièce du colonel Ranke et secrétaire du chef du département de la planification des chars. Elle se rend vite compte que Wronski est un espion, mais se tourne vers son côté. Elle lui procure des documents secrets qu'il donne à Jadwiga. Les Polonais qui négocient un pacte de non-agression ont une image précise des plans de défense des Allemands. Ils se croient en sécurité et signent le pacte. Maty est informé que les Polonais connaissaient bien sûr les plans des Allemands, parce qu'ils ont reçu des informations d'un certain nombre de femmes au sein du ministère. Maty avait récemment annoncé à Wronski que tout dénonciateur serait liquidé.
Leonore vient d'apprendre que des plans pour une invasion de la Pologne se forgent. La secrétaire en chef du département Illse von Jagstfeld est une femme très fermée et la meilleure amie de Leonore. Pour obtenir les plans, Leonore familiarise Illse avec Wronski. Les deux partagent leur amour des chevaux, Wronski réussit à éloigner Illse de son travail et l'amène à Hambourg où le frère d'Illse donne un spectacle équestre. Leonore prend le relais pour la période d'absence avec le consentement du supérieur d'Illse. Elle parvient à photographier le plan d'attaque de la Pologne. Pendant ce temps, Wronski se sert d'une empreinte de la clé des coffres-forts du ministère de l'opération qu'il a prise à Leonore et fouille les affaires d'Illse. Leonore est arrêtée, mais aussi Liane. Wronski sait qu'il a été découvert et tente de persuader Illse de franchir la frontière. Il lui avoue être un espion, mais aussi son amour et qu'il veut l'épouser. Illse lui tourne le dos, mais ils sont arrêtés à leur tour. Lors de l'interrogatoire, Dornbusch confronte Illse et Leonore et leur dit que Leonore est amoureuse de Wronski qui a une liaison avec Illse. Illse ne décharge pas Leonore lors de son procès. L'audience se termine par la peine de mort pour Leonore et Liane, qui est effectuée immédiatement. En même temps, un employé du département des opérations dit que les plans photographiés par Leonore d'une attaque contre la Pologne étaient simplement un leurre.
Wronski et Illse sont condamnés à la prison. Il est recruté par les Allemands comme un espion, mais veut faire du chantage en retour pour la libération d'Illse. Il lui dit son plan, mais il ne sait pas que sa conversation est enregistrée. Les Allemands font maintenant une demande d'extradition pour Wronski à la Pologne qui pose ses conditions. À la frontière, il est attendu par le colonel Maty, qui l'accuse d'être passé de l'autre côté. Wronsli dément, mais Maty lui présente l'enregistrement de la conversation. Maty est également convaincu que le plan d'attaque est sans valeur au tribunal. Il laisse Wronsli seul. Jadwiga est venue à la frontière et est déçue par son frère. Elle se saisit d'un revolver et lui tire dessus. Illse reste en prison à Berlin, espérant encore que Wronski tienne sa promesse.

## Fiche technique
- Titre : Rittmeister Wronski[2]
- Réalisation : Ulrich Erfurth assisté de Carl von Barany
- Scénario : Axel Eggebrecht
- Musique : Norbert Schultze
- Direction artistique : Fritz Maurischat
- Costumes : Günter Brosda, Sinaida Rudnow
- Photographie : Igor Oberberg
- Son : Fritz Schwarz
- Montage : Hermann Ludwig
- Production : Willie Hoffmann-Andersen
- Sociétés de production : Apollo-Film, Deutsche London-Film
- Société de distribution : Deutsche Film Hansa
- Pays d'origine :  Allemagne de l'Ouest
- Langue : allemand
- Format : Noir et blanc - 1,37:1 - Mono - 35 mm
- Genre : Espionnage
- Durée : 99 minutes
- Dates de sortie :
  -  Allemagne de l'Ouest : 11 octobre 1954.
  -  Autriche : 11 décembre 1954.
  -  Suède : 21 mars 1955.
  -  France : 20 juillet 1956
  -  Danemark : 19 novembre 1956.

## Distribution
- Willy Birgel : Igor Wronski
- Elisabeth Flickenschildt : Jadwiga, sa sœur
- Antje Weisgerber (de) : Illse von Jagstfeld
- Ilse Steppat : Leonore von Cronberg
- Irene von Meyendorff : Liane von Templin
- Rudolf Forster : Colonel Maty
- Claus Holm : Dornbusch
- Olga Tschechowa : Mme von Eichhoff
- Axel Monjé (de) : Major Momenbek
- Volker von Collande (de) : Major Kegel
- Paul Hartmann : Colonel Ranke
- Ernst Schröder : Stepan
- Marina Ried (de) : Susi du ministère de la Reichswehr
- Ernst Stahl-Nachbaur : Le général de l'Abwehr
- Rolf von Nauckhoff : Le sous-officier SS
- Hilde Körber : Une visiteuse de prison
- Margarete Schön : Une agent pénitentiaire
- Charles Regnier : Le président de la Volksgerichtshof